# Jürgen Kolenda
Jürgen Kolenda (14 de abril de 1961) é um nadador com nadadeiras e mergulhista alemão.
Com 11 medalhas de ouro nos Jogos Mundiais, Jürgen é o maior medalhista da história deste evento multidesportivo.. Ao todo, ele disputou 11 provas, e sempre chegou em primeiro.